# Draculoides mesozeirus
Draculoides mesozeirus (лат.) — вид паукообразных из отряда шизомид (Schizomida). Обитают в Западной Австралии.

## Этимология
Видовой эпитет Draculoides mesozeirus указывает на типовое и единственное местонахождение вида — Мидл-Роуб (англ. Middle Robe), буквально переведенное через корни mesos — средний и zeira — одеяние.

## Описание
Мелкие членистоногие желтовато-коричневого цвета, длина тела около 4 мм. Самцы неизвестны. Пропелтидиум головогруди с девятью щетинками, расположенными по 2 (в ряду): 1: 2: 2: 2; глазные пятна отсутствуют. Мезопельтидии широко разделены. Метапелтидиум разделён. Передняя часть стернума с 13-15 щетинками, в том числе двумя стернапофизарными щетинками; задняя часть стернума треугольная, с шестью щетинками. Неподвижный палец с двумя большими зубцами плюс четыре меньших зубца между ними, базальным и дистальным зубцами, каждый с одним маленьким тупым боковым зубцом; кисть в основании неподвижного пальца состоит из девяти щетинок, каждая в дистальной половине густо волосистая; боковая поверхность с тремя крупными ланцетными апикально волосистыми щетинками; внутренняя поверхность хелицер с пятью короткими плетевидными щетинками. Draculoides mesozeirus филогенетически и географически наиболее близок к D. carmillae, D. claudiae и D. nosferatu. Он отличается от D. carmillae задним положением щетинки жгутика dl1 по отношению к vl1 (dl1 находится впереди vl 1 у D. carmillae). Он отличается от D. nosferatu короткой широкой формой гонопод (удлиненный, прямоугольный гонопод у D. nosferatu). В настоящее время невозможно отличить D. mesozeirus от D. claudiae только по морфологии, потому что взрослые особи D. claudiae неизвестны, а морфология молодых особей не отличается. Draculoides mesozeirus может быть диагностирован по всем другим видам Draculoides, которые были секвенированы в COI и 12S с помощью мини-баркода 50bp. Draculoides mesozeirus можно диагностировать от всех других видов Draculoides, которые были секвенированы на ITS2 за исключением D. nosferatu, D. claudiae и D. carmillae.